# Head hunting
Head hunting ("lov na glave" ali direktno iskanje kadrov) pomeni poskus vzbuditi zanimanje za karierno priložnost pri strokovnjakih, ki o novi zaposlitvi morda sploh ne razmišljajo, gotovo pa niso aktivni iskalci zaposlitve. Je oblika rekrutiranja, vendar predvsem na višje pozicije, ko želi naročnik privabiti točno določene izkušene ljudi, s specifičnimi znanji in izkušnjami, ki jih je na trgu zelo malo. Metoda se uporablja zlasti v primerih, ko želenih kandidatov ni mogoče pridobiti s samim kadrovskim oglasom. Uporablja se tudi, če naročnik sicer pozna identiteto kandidata, a zaradi različnih razlogov sam do njega ne more (ne želi) neposredno pristopiti. Primerna je za vodstvene, specialistične, zahtevne pozicije z veliko odgovornosti v panogah, kjer je trg delovne sile živahen.
Gre za iskanje kandidatov za delovno mesto po metodi usmerjenega pristopa, preko neposrednega stika. Družba za iskanje kadrov pristopa k potencialnim kandidatom na osnovi raziskave med sorodnimi podjetji na določenem področju. Iskanje poteka v ozadju, skrito očem javnosti, in praviloma s povabili h kandidaturi za naročnika zanimivim kandidatom. Mednarodna stroka ta model imenuje pogodbeni model (angl. retained search).
Razlika med izrazoma iskanje in selekcija kadrov je v obsegu populacije, ki ju opredeljujeta. Za razliko od selekcije, ki se osredotoča na potencialno zanimive kandidate (ki se prijavijo na razpis za delovno mesto), je iskanje osredotočeno na populacijo na trgu delovne sile. 
Za izvajanje head huntinga podjetja najamejo zunanje strokovnjake, izkušene v specifičnih veščinah iskanja in selekcije. Družbe za iskanje kadrov delujejo na osnovi naročila s strani podjetja, s katerim podjetje pooblasti svetovalno družbo, naj preišče trg delovne sile in na osnovi opisa delovnih nalog identificira nekaj ustreznih kandidatov. Ti kandidati so nato predstavljeni naročnikom in med njimi selektor v podjetju izbere bodočega sodelavca. Plačnik storitve je vedno podjetje (naročnik).

## Izvor izraza
Izraz »lov na glave« je strokovni pogovorni izraz. Izvira iz antike, ko so v boju sovražnikom dobesedno »vzeli glavo« (Kitajci, Indijci, Japonci, Tajvanci, Rimljani …), v prepričanju, da se bodo na ta način polastili tudi njegove duše in energije. Izraz  »rekrutiranje« so uvedli Rimljani. Bili so prvi, ki so plačali določen znesek, ko so jim predstavili potencialnega novega vojaka. Do pravega razcveta te industrije, kot jo poznamo danes, t. i. modernega rekrutiranja, pa je prišlo šele po 2. svetovni vojni, ko se je gospodarstvo zelo okrepilo in so podjetja pričela masovneje zaposlovati.

## Head hunting v svetu in pri nas
V tujini je storitev zelo razširjena in ima precej dolgo zgodovino. V Sloveniji se je storitev pričela s koncem osemdesetih let. Ker je naš trg relativno majhen, se je tudi storitev razširila le do določene mere. V tujini imajo ogromno podjetij ali posameznikov, ki se ukvarjajo izključno s head huntingom. Prav tako so vsi specializirani po posameznih industrijah (farmacija, informacijska tehnologija, industrija široke potrošnje, bančništvo, gradbeništvo …). Zaradi vedno večjega povpraševanja je danes head hunting precej v uporabi tudi za lov na srednji in nižji vodstveni kader ter za deficirane poklice, kjer je na trgu delovne sile čutiti pomanjkanje usposobljenih kadrov. Industrija head hunterjev se še vedno širi. Nekateri akterji so prepričani, da bodo agencije za iskanje kadrov v bližnji prihodnosti popolnoma prevzele delo personalnih oddelkov podjetij.

## Potek head huntinga
Agencija head hunterjev ciljano pristopa do pasivnih kandidatov na trgu in jih skuša motivirati, da sprejmejo izziv novega delodajalca. V ta namen mora head hunter:
1. temeljito analizirati trg, panogo ter industrijo; 
2. identificirati najboljše/najprimernejše kandidate na trgu za določeno pozicijo; 
3. direktno vzpostaviti stik s potencialnimi kandidati; 
4. organizirati srečanje/razgovor; 
5. dobro razumeti želje in pričakovanja tako kandidata kot naročnika; 
6. poznati mora dejavnike motivacije.
Pri odločitvi za sprejem kandidata za prosto delovno mesto so poleg strokovnega znanja zelo pomembne tudi osebnostne lastnosti. Te bi se morale čim bolj skladati s timom, sodelavci, kulturo podjetja, izzivi in zahtevami delovnega mesta. Head hunterji morajo biti zelo pozorni na razlike v vedenjskih vzorcih v posameznih podjetjih. Obstajata dve različni in razpoznavni obliki človeških odnosov v organizacijskem ustroju podjetij. Pri prvi prevladuje družabnost (prijateljsko delovno okolje, odprtost, kompromisnost), pri drugi pa odgovornost (delitev nalog). V nekaterih podjetjih obstajata oba vzorca obnašanja hkrati. Ključno vprašanje, ki si ga morajo postaviti head hunterji torej je, ali bo imenovanje novega menedžerja ustrezalo obstoječemu vzorcu obnašanja v podjetju.
Sama plača ni vedno osrednji motiv, zaradi katerega se kandidati v procesu head huntinga odločajo, da sprejmejo nov karierni izziv. Če podjetja vlagajo v svoje ljudi, v kulturo podjetja, v pristne odnose, če živijo svoje vrednote, potem imajo veliko več možnosti, da se njihovi zaposleni ob prvi priliki, ki se pojavi, ne bodo odločili za menjavo službe, kljub boljši plači, ki jim jo z menjavo obljubljajo head hunterji.
Končno izbiro kandidata opravi naročnik in ne kadrovska agencija oz. head hunter, saj je naročnik tisti, ki najbolje ve, kakšen kader potrebuje. Za head hunterja  je pomembno le, da se predlagani kandidat zaposli in se v določenem času izkaže z ustreznimi rezultati.

## Pogodbeni model
Pogodbeni model temelji na partnerskem odnosu med družbo za iskanje kadrov in naročnikom (podjetjem). Gre za dolgoročno sodelovanje. 
Plačilo storitve je praviloma izvršeno v treh delih: prvi del se plača ob sklenitvi pogodbe in se ne vrača, drugi del ob predstavitvi dogovorjenega števila ustreznih kandidatov, tretji pa ob podpisu pogodbe o zaposlitvi med delodajalcem in izbranim kandidatom oz. ob uspešnem zaključku procesa. Okvirna višina honorarja je med 25 in 35 odstotki bruto letne plače, predvidene za to delovno mesto, lahko pa so tudi višji, v obliki vrednostnih papirjev ali lastništvu družbe naročnice. V tujini pogosto naročniki družbi za iskanje kadrov plačujejo mesečni pavšal, saj je odgovorni svetovalec ves čas na preži za ustreznimi kandidati. 
Način dela je t. i. butičen pristop, saj je potrebna temeljita vsebinska priprava na iskanje ustreznih kandidatov, poglobljeno spoznavanje s podjetjem, okoljem, v katerem posluje, panogo, konkurenco, kulturo v podjetju in v ekipi, načrti in rezultati podjetja. Kandidati in naročniki so obravnavani individualno, na enem projektu iskanja dela ekipa svetovalca in analitika. Slednji priskrbi svetovalcu številne informacije o panogi, opaznih strokovnjakih na iskanem področju in sledeh, ki jih ti puščajo v stroki. Družba za iskanje kadrov ima v tem modelu malo naročnikov, njena vloga je svetovalna, tako do naročnika, kot do kandidata. Kandidati so obravnavani diskretno in poglobljeno (strukturiran in situacijski intervju). Naročniku so praviloma predstavljeni le najustreznejši in v paketu, tako da so v enakopravnejšem položaju.
Uspešnost procesa je relativno visoka, saj je iskanje zelo usmerjeno. Head hunter naročniku praviloma predstavi vsaj tri in ne več kot pet ustreznih kandidatov, ki imajo ustrezno znanje in izkušnje in so za naročnika sprejemljivi tudi po drugih karakteristikah, tako da so med seboj enakovredni. Naročnik med njimi izbere svojega bodočega sodelavca. Garancija za storitev traja praviloma 12 mesecev – če kandidat ni ustrezen, svetovalna služba brez [stroškov naročnika poišče novega. Družba za iskanje kadrov lahko opravi tudi dodatne storitve kot npr. izdelava psihološkega profila, strokovno preverbo referenc, preverbo strokovnih spričeval ipd.

## Etika head huntinga
Head hunterji imajo kodeks, ki poudarja profesionalnost, celovitost, objektivnost, natančnost, izogibanje navzkrižjem interesov, zaupnost, zvestobo, podpiranje enakih možnosti in spoštovanje javnega interesa (povzeto po Association of Executive Search Consultants). Delo mora biti profesionalno, moralno in etično, a pri tovrstnem delu se lahko hitro znajdemo v konfliktu interesov. Podjetje lahko npr. zagovarja vrednote in išče kandidate, ki jim bodo po meri (npr. glede na spol, znanje, zunanjo pojavo), kar pa je lahko v nasprotju z vrednotami in prepričanji head hunterja.
Proces iskanja in ocenjevanja primernih kandidatov mora potekati na etičen način. Le tako si lahko head hunter ustvari dober sloves, kar je zelo pomembno, tako za pridobivanje novih naročnikov, kot za privabljanje najboljših in najustreznejših kandidatov. Head hunter mora ponuditi jamstvo, da že izbranemu in zaposlenemu kandidatu ne bo ponujal novih zaposlitev v obdobju npr. od šest mesecev do dveh let, ali pa najde novega idealnega kandidata, če kandidat v tem odobju zapusti delovno mesto. 
Ko head hunter vstopi v organizacijo, jo spozna zelo dobro, od njenega delovanja, zmogljivosti, sposobnosti do strokovnosti zaposlenih znotraj nje. Zato je ključnega pomena, da pri svojem delu varuje vse podatke, ki jih v samem procesu pridobi. Pogosto je celo njegovo delovanje tajno – za direktno iskanje ve le njegov neposredni naročnik, npr. direktor in nihče drug v organizaciji, za katero išče novo osebo.
Ko podjetje stopa v stik s head hunterjem oz. svetovalnim podjetjem, je zelo pomembno dobro premisliti, kakšno storitev pravzaprav potrebuje in jo je pripravljeno plačati. Dobro je preveriti reference svetovalne službe ter svetovalca, s katerim naj bi sodelovali. Zaupanje je pri tem poglavitnega pomena.

## Kaj lahko naročnik pričakuje od head hunterjev
Storitev head hunterjev prihrani kadrovskim strokovnjakom v podjetju čas, ki ga zahteva iskalni in selekcijski proces. Nikakor pa ne moremo pričakovati, da bo head hunter v zvezi z iskanjem in selekcijo opravil popolnoma vse, saj gre za sodelovanje med naročnikom in head hunterjem. Naročnik mora dobro vedeti, kakšnega sodelavca išče, kakšne naj bodo njegove kompetence in cilji. Njegova pričakovanja morajo biti realna, finančna ponudba pa fleksibilna in tržno zanimiva. Če so te predpostavke zadovoljene, je sodelovanje z zunanji svetovalci lažje, hitrejše in zato cenejše.

## Prednosti in slabosti
Head hunterji so pri svojem delu metodični, izčrpni pri pridobivanju informacij, natančni, neizprosni, lahko neopazno poizvedujejo naokoli, so specializirani za svojo dejavnost, zato so lahko pri svojem delu bolj uspešni od kadrovskih oddelkov organizacij.
Po drugi strani se moramo zavedati, da veliko head hunterjev pred interesi naročnika vidi lastne interese (zaslužek). Preden kadidat sprejme ponujeno delovno mesto, je priporočljivo, da se prepriča, če mu delovno mesto ustreza, če v organizaciji res vlada ozračje, v katerem  bo delal v veseljem ter da ne pusti, da ga head hunter prepriča v odločitev za menjavo delovnega mesta, v kolikor ima glede tega pomisleke.